# Ignac Ferjančič
Ignac Ferjančič, slovenski komunist, * 17. julij 1886 Manče, † 13. december 1953, Nova Gorica.

## Življenje in delo
Sprva je bil delavec v mlinu v Solkanu in na žagi na Rakeku. Kasneje se je osamosvojil in postal v najetem mlinu samostojni mlinar. V politiki se je sprva udejstvoval v socialnodemokratskem gibanju. Po kongresu v Livornu je postal član Komunistične partije Italije. V okviru partijske organizacije je deloval predvsem s tem, da je bilo pri njem tajno mesto za vzdrževanje zveze med Komunistično partijo Italije in Komunistično partijo Jugoslavije. Leta 1933 ga je fašistična oblast aretirala in 30. oktobra 1934 na posebnem sodišču obsodila na pet let zapora. V zaporu je zbolel na pljučih in bil 1936 zaradi bolezni oproščen nadaljnjega prestajanja kazni. Aprila 1941 je bil ponovno aretiran, poslan v konfinacijo na Tremitsko otočje in tu ostal do prihoda anglo-ameriških enot. V Italiji je ostal do pomladi 1945 in zbiral Slovence ter jih pošiljal v zbirna taborišča, med drugimi tudi v Carbonaro di Bari kjer je bilo eno od zbirnih taborišč za formiranje Prekomorskih brigad NOVJ. Po osvoboditvi se je preko Dalmacije vrnil v Vipavsko dolino. Od poletja 1945 je delal kot mlinar v okviru vipavske kmetijske zadruge, a je ponovno težko zbolel in se upokojil. Ferjančič sicer ni imel nobene formalne srednje izobrazbe, z delom pa si je pridobil veliko izkušenj. Pisal je celo pesmi, ki so ostale v njegovi zapuščini in razodevajo njegove ustvarjalne sposobnosti.